# عبدالعزیز بن باز
عبدالعزیز بن باز معروف به بن باز از مفتیان اهل سنت اهل عربستان سعودی، مفتی اعظم این کشور و از جمله هواداران اصلی اندیشه سلفی‌گری بود. او غالباً به عنوان بزرگ‌ترین مفتی سلفی در دوران معاصر به‌شمار آورده می‌شود.

## زندگی
بن باز در ۲۱ نوامبرِ ۱۹۱۰ میلادی برابر با ۱۴ ذیحجه ۱۳۳۰ هجری قمری در شهر ریاض عربستان سعودی به دنیا آمد. در سال ۱۹۱۳ میلادی پدرش عبدالله بن عبدالرحمن بن محمد بن عبدالله ابن باز و در سال ۱۹۲۱ مادرش حفصه بنت سمیح درگذشت. در ۱۹۳۲ عبدالعزیز بن باز بینایی خود را از دست داد. وی در روز پنج‌شنبه ۱۳ ماه مه سال ۱۹۹۹ (۲۷ محرم ۱۴۲۰ هجری قمری) در سن هشتاد و هشت سالگی درگذشت. ملک فهد و ولیعهد عبدالله بن عبدالعزیز، در مسجدالحرام مکّه بر جنازهٔ او نماز خواندند.

## استادان
مهم‌ترین استادان او در اصول، فقه و ادبیات عرب، شیخ صالح بن عبد العزیز بن عبد الرحمن بن حسن بن الشیخ محمد بن عبد الوهاب، شیخ، محمد بن عبداللطیف بن عبدالرحمن آل الشیخ، شیخ محمد بن ابراهیم بن عبداللطیف آل شیخ سعد بن حمد بن عتیق القاضی، حمد بن فارس و امام محمد امین شنقیطی و شیخ عبدالرزاق عفیفی بودند. وی در محضر سعد وقاص البخاری تجوید قرآن را آموخت.

## کار
او از سال ۱۳۵۷ تا ۱۳۷۱ هجری، قاضی خرج بود. در سال ۱۳۷۱ هجری، ریاست مؤسسه علوم شریعت ریاض را بر عهده گرفت. در سال ۱۳۸۱ هجری ق، به عنوان رئیس دانشگاه اسلامی مدینه برگزیده شد. در سال ۱۴۱۳ به عنوان مفتی بزرگ عربستان سعودی به مجلس علما معرفی گردید. در ۱۴۰۲، ملک فیصل و در سال ۱۴۱۲ ملک فهد از او به خاطر خدماتش به اسلام قدردانی کردند.

## کتاب‌ها و رساله‌ها
شصت و هفت کتاب، از سخنرانی‌های وی در زمینه‌های حدیث، تفسیر، فرائض، توحید، فقه و احکام عملی از او باقی‌مانده‌است. از جمله کتاب‌های:
1. الکافی و المترجم الوافی
2. الأدلة الکاشفة لأخطاء بعض الکتاب
3. الأدلة النقلیة و الحسیة علی إمکان الصعود إلی الکواکب وعلی جریان الشمس و سکون الأرض
4. إقامة البراهین علی حکم من استغاث بغیر الله أو صدق الکهنة و العرافین.
5. الإمام محمد بن عبد الوهاب: دعوته و سیرته.
6. بیان معنی کلمة لا إله إلا الله.
7. التحقیق و الإیضاح لکثیر من مسائل الحج و العمرة و الزیارة علی ضوء الکتاب و السنة.
8. تنبیهات هامة علی ما کتبه محمد علی الصابونی فی صفات الله عز وجل.
9. ثلاثة رسائل:
10. العقیدة الصحیحة وما یضادها.
11. الدعوة إلی الله فی محکمة العدالة.
12. تنبیه هام علی کذب الوصیة المنسوبة إلی الشیخ أحمد.
13. التبیان فی فلسفة أهل الرومان
14. رسالتان هامتان:
15. وجوب العمل بالسنة و کفر من أنکرها،
16. الدعوة إلی الله سبحانه وأخلاق الدعاة.
17. الولاء و البراء فی المیزان
18. الرسائل و الفتاوی النسائیة: اعتنی بجمع‌ها و نشرها أحمد بن عثمان الشمری.
19. الفتاوی: ط مؤسسة الدعوة الإسلامیة الصحفیة.
20. فتاوی إسلامیة - ابن باز - ابن عثیمین - ابن جبرین.
21. فتاوی تتعلق بأحکام الحج و العمرة و الزیارة.
22. فتاوی المرأة لابن باز و اللجنة الدائمة جمع و ترتیب محمد المسند.
23. فتاوی مهمة تتعلق بالحج و العمرة.
24. فتاوی و تنبیهات و نصائح.
25. الفوائد الجلیة فی المباحث الفرضیة،
26. مجموع فتاوی و مقالات متنوعة أشرف علی تجمیعه و طبعه د. محمد بن سعد الشویعر. من ا - ۱۲ طبعة دارالإفتاء.
27. مجموعة رسائل فی الطهارة و الصلاة و الوضوء.
28. مجموعة الفتاوی و الرسائل النسائیة.
29. نقد القومیة العربیة علی ضوء الإسلام و الواقع.
30. وجوب الأمر بالمعروف و النهی عن المنکر.
31. وجوب العمل بالسنة و کفر من أنکرها.
32. شرح ثلاثة الأصول.
33. الرسائل الصغیرة
34. الأذکار آلتی تقال بعد الفراغ من الصلاة.
35. إیضاح الحق فی دخول الجنی فی الإنسی و الرد علی من لاینکر ذلک.
36. التبرج و خطر مشارکة المرأة للرجل فی ماله.
37. التحذیر من البدع.
38. التحذیر من القمار و شرب المسکر.
39. التحذیر من المغالاة فی المهور و الإسراف فی حفلات الزواج.
40. تحفة الأخیار ببیان جملة نافعة مما ورد فی الکتاب و السنة من الأدعیة و الأذکار.
41. تنبیه هام علی کذب الوصیة المنسوبة للشیخ أحمد خادم الحرم النبوی.
42. ثلاث رسائل فی الصلاة:
43. کیفیة صلاة النبی، # وجوب أداء الصلاة فی الجماعة،
44. أین یضع المصلی یدیه بعد الرفع من الرکوع.
45. الجواب الصحیح من أحکام صلاة اللیل و التراویح.
46. الجواب المفید فی حکم التبشیر.
47. حکم الإسلام فیمن زعم أن القرآن متناقض أو مشتمل علی بعض الخرافات أو وصف الرسول بما یتضمن تنقصه أو الطعن فی رسالته، و الرد علی الرئیس أبی رقیبة فیما نسب إلیه من ذلک.
48. حکم السفور و الحجاب و نکاح الشغار.
49. حکم الصلاة علی النبی و الإشارة إلی‌ها بالحروف.
50. حکم الغناء.
51. حکم مقابلة المرأة للسائق و الخادم.
52. خطر مشارکة الرجل للمرأة فی میدان عمله.
53. الدروس المهمة لعامة الأمة.
54. الدعوة إلی الله وأخلاق الدعاة.
55. رسالتان فی الصلاة.
56. رسالتان موجزتان عن أحکام الزکاة و الصیام.
57. رسالة عن حکم شرب الدخان.
58. رسالة فی إعفاء اللحی و حلق الإبط.
59. رسالة فی الجهاد.
60. رسالة فی حکم السحر و والشعوذة.
61. رسالة فی مسائل الحجاب و السفور.
62. رسالة فی وجوب الصلاة جماعة.
63. رسائل فی الطهارة و الصلاة.
64. السفر إلی بلاد الکفرة.
65. العقیدة الصحیحة وما یضادها.
66. عوامل إصلاح المجتمع مع نصیحة خاصة جدا.
67. الغزو الفکری و وسائله الإلکترونیة الدقیقة.
68. فتاوی فی حکم الغناء و الإسبال و حلق اللحی و التصویر و شرب الدخان و الرقص و الفتور الجنسی.

فتاوی و رسائل فی الأفراح.
1. فضل الجهاد و المجاهدین.
2. کیفیة صلاة النبی.
3. ماذا یجب علیکم شباب الإسلام.
4. مجموعة رسائل فی الصلاة.
5. موقف الیهود من الإسلام.
6. نصیحة المسلمین و فتاوی بشأن الجولات و خطرهم علی آلفرد و المجتمع.
7. نصیحة و تنبیه علی مسائل فی النکاح مخالفة للشرع.
8. هکذا حج الرسول.
9. وجوب تحکیم شرع الله و نبذ ما خالفه.
10. فی ظل الشریعة الإسلامیة.
11. وجوب لزوم السنة و الحذر من البدعة و المهرطقه.
12. دعوة للتوبة النصوحة.
13. بیان لا إله إلا الله.
14. العلم وأخلاق أهله.
15. أهمیة العلم فی محاربة الأفکار المنحازة.
16. أصول التقیة فی السنة النبویة.
17. لا دین حق إلا دین الإسلام.
18. التحذیر من الإسراف فی الکحولیات.
19. یا مسلم احذر تسلم.
20. بیان التوحید.
21. السحر و الزندقة.
22. الأجوبة المفیدة عن بعض رسائل المفیدة.
23. رسالة فی التبرک و التوسل.
24. مسئولیة طالب العلم تجاه معلمه.
25. إعصار التوحید یحطم وثن الصوفیة.
26. نصائح عامة.

## فتواها و نظرها
او با این‌که حنبلی و از پیروان محمد بن عبدالوهاب و معتقد به دعوت سلفیه است، اسامه بن لادن را خارجی می‌دانست. او پیروان (منظور از پیروان روئس مذاهب شیعه مانند کلینی و شیخ صدوق و امثالهم) را نیز کافر اعلام کرده بود.